# Villette-de-Vienne
Villette-de-Vienne este o comună în departamentul Isère din sud-estul Franței. În 2009 avea o populație de 1.601 de locuitori.

## Evoluția populației
| An        | 1975 | 1982 | 1990  | 1999  | 2006  | 2009  |
| --------- | ---- | ---- | ----- | ----- | ----- | ----- |
| Populație | 614  | 948  | 1.087 | 1.173 | 1.427 | 1.601 |